# Russell Williams Porter
Russell Williams Porter (Springfield (Vermont), 13 décembre 1871-Pasadena (Californie), 22 février 1949) est un peintre, ingénieur, astronome, aventurier et explorateur américain, un des fondateurs des télescopes amateurs.

## Biographie
Cadet d'une famille de cinq enfants, il est diplômé de la Vermont Academy (1891) et fait des études d'ingénieur à l'Université de Norwich et à l'Université du Vermont et d'architecture et d'art à la Massachusetts Institute of Technology.
En 1893, il participe comme peintre au voyage de Frederick Cook au Groenland puis après le naufrage du navire rejoint Robert Peary toujours au Groenland (1896), puis en Terre de Baffin (1897). En 1898, il participe à la ruée vers l'or au Yukon. En 1899, il voyage en Labrador et, en 1900, explore le nord du Groenland. 

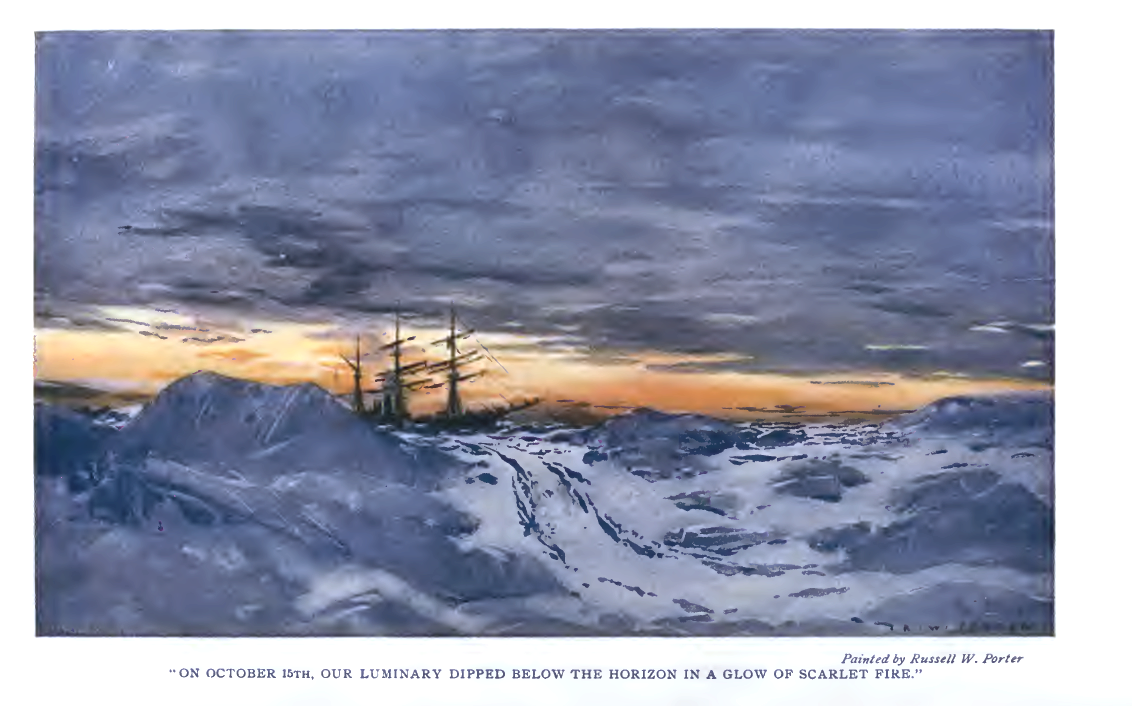
Peinture de Russell W. Porter pour l'expédition Ziegler-Baldwin.

En 1901, William Ziegler l'engage comme responsable des observations astronomiques pour l'expédition Evelyn Baldwin qu'il finance dont le but est d'atteindre le Pôle Nord avec pour point d'ancrage l'archipel François-Joseph. Après l'échec de l'expédition, il accompagne de nouveau Frederick Cook dans un voyage au mont McKinley en Alaska. Il conteste ultérieurement le fait que Cook en ait atteint le sommet.
Il laissa de nombreuses aquarelles de ses voyages.
Au retour de ses voyages arctiques, il s'installe à Port Clyde dans le Maine où il tente d'ouvrir une école d'art mais échoue. Vivant d'agriculture, il se lance dans la construction de télescopes pour astronomes amateurs (1913). En 1915, il devient professeur d'architecture et travaille pour le National Bureau of Standards lors de la Première Guerre mondiale.
En 1919, il retourne à Springfield et est employé par la Jones & Lamson Machine Company, travaillant sur des instruments de précisions et d'optiques et en 1920 donne des cours sur la fabrication des télescopes et sur les réflecteurs Newton.

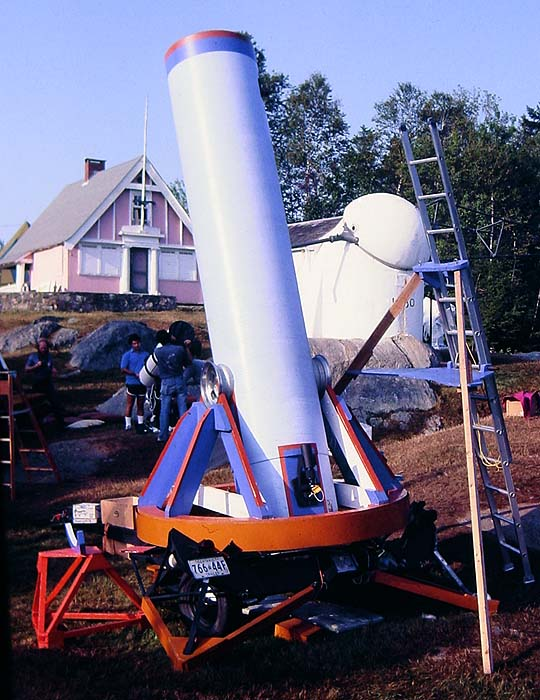
Télescope de Porter au Stellafane

Les assistants de son cours décident alors de fonder un club astronomique (7 décembre 1923), le Stellafane qui existe toujours aujourd'hui.
En 1927, Russell W. Porter est engagé dans la construction du plus grand télescope du monde, au Mont Palomar. Il participe ensuite à de nombreux projets astronomiques jusqu'à sa mort d'une crise cardiaque en 1949. 

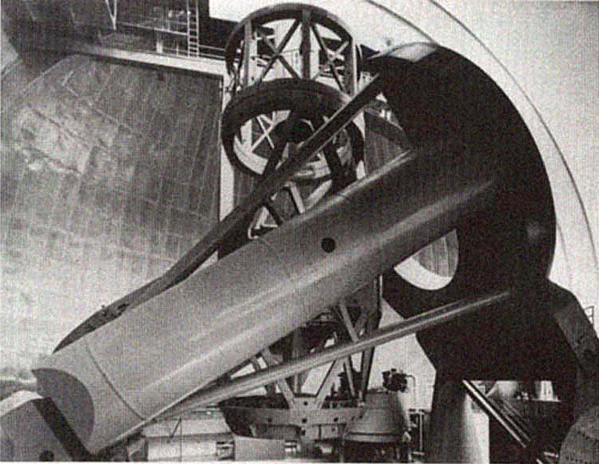
Télescope du Mont Palomar

## Œuvres
- Arctic Fever, 1894
- The Artist in Greenland, 1897
- Frobisher Bay Revisited, 1898
- A Hudson Bay trading post, 1899
- Drawings, 1928
- Ronchi's Method of Optical Testing (avec John Augustus Anderson), 1929
- The Arctic Diary of Russell Williams Porter, 1976

## Postérité

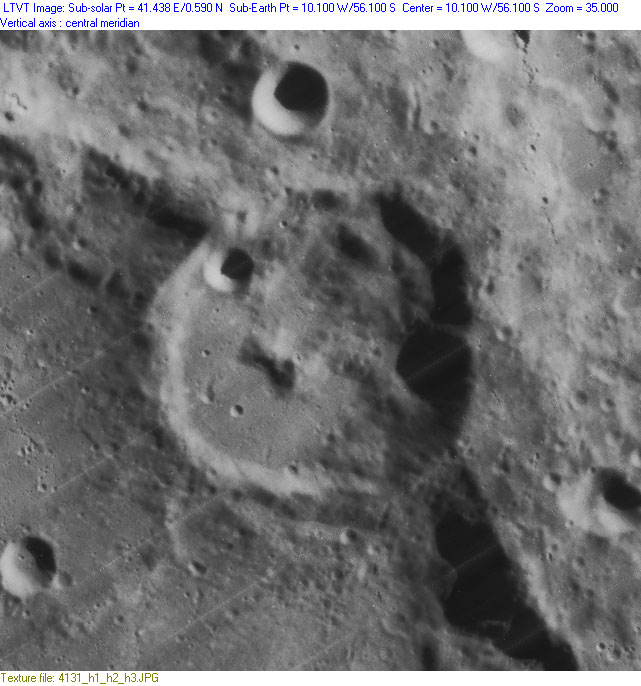
Le cratère lunaire Porter.

Le cratère lunaire Porter et le cratère martien Porter ont été nommés en son honneur, de même que l'astéroïde (329069) Russellporter.